# Jerzy Kolankowski
Jerzy Adam Kolankowski (ps. Jerzy Pług, Adam Śnieżkowski, Kolan, Jerzy Kolski, Jotka) (ur. 17 marca 1915 w Mährisch Schönberg, zm. 30 lipca 2001 roku w Jeleniej Górze) – polski lekarz, poeta i dramaturg, alpinista i autor książek o tematyce turystycznej. Syn Juliana Kolankowskiego.
Jerzy Kolankowski w 1933 roku ukończył Gimnazjum im. J. Słowackiego w Przemyślu. W tym samym roku rozpoczął studia medyczne na Uniwersytecie Jana Kazimierza we Lwowie. Jeszcze podczas studiów, w dniu 5 czerwca 1938 roku zawarł związek małżeński z pochodzącą z Warszawy Zofią Teklą Walter. Wybuch II wojny światowej uniemożliwił mu ukończenie studiów w normalnym trybie. Lata 1940–1945 spędził w Krakowie, pracując w Szpitalu św. Łazarza, początkowo jako wolontariusz, a kończąc jako p.o. asystenta lekarza. Wtedy też zdecydował się na wybór dermatologii jako specjalizacji.

Dyplom lekarski Jerzy Kolankowski uzyskał w dniu 30 czerwca 1945 roku, przy czym antydatowano go na dzień 11 września 1942 roku. Nie pozostał w Krakowie – wraz z rodziną zdecydował się na wyjazd na Ziemie Odzyskane. W dniu 1 września 1945 r. objął stanowisko ordynatora oddziału dermatologicznego szpitala w Jeleniej Górze, natomiast zamieszkał w pobliskich Cieplicach. W 1947 roku uzyskał stopień naukowy doktora, broniąc rozprawy na Uniwersytecie Jagiellońskim w Krakowie. Oddziałowi dermatologicznemu szefował do 1974 roku, kiedy to przeszedł na rentę inwalidzką. W międzyczasie kierował również Przychodnią Powiatową w Cieplicach. Był członkiem Towarzystwa Dermatologicznego, Polskiego Towarzystwa Lekarskiego, opublikował również ok. 40 publikacji z zakresu dermatologii.
Działalność literacka Jerzego Kolankowskiego zapoczątkowana została jeszcze przed II wojną światową. Swoje wiersze i poematy publikował pod pseudonimami (Jerzy Pług, Adam Śnieżkowski). Był również autorem słuchowisk oraz utworu dramatycznego. Zajmował się także tłumaczeniami – przełożył m.in. utwory Michała Anioła oraz Arthura Rimbaud oraz książki o tematyce górskiej Gastona Rébuffata. Był członkiem m.in. ZAiKS-u, Związku Literatów Polskich, Karkonoskiego Towarzystwa Naukowego oraz Unii Polskich Pisarzy Medyków. Od 1939 roku malował (akwarele, gwasze, tempery). Tematyką jego prac były pejzaże, portrety oraz akty. Uhonorowaniem jego talentu plastycznego był przyznany mu w 1989 roku tytuł artysty malarza.
Odrębnymi dziedzinami działalności Jerzego Kolankowskiego były turystyka i alpinizm. Już przed wojną wędrował sporo po Bieszczadach, Gorganach, Czarnohorze i Beskidzie Śląskim. Po II wojnie światowej wędrował po Sudetach, wyjechał także pierwszy raz w Tatry (1947). W latach 1947-1948 był jednym z pionierów wspinaczki skalnej na Sokoliku i Krzyżnej Górze w Górach Sokolich. W latach 1955–1965 dokonał kilkunastu pierwszych przejść w Śnieżnych Kotłach. Działał w lokalnych strukturach PTTK oraz Ligi Ochrony Przyrody; organizował także sudeckie struktury GOPR. Po ukończeniu kursu taternickiego (w 1960 roku uzyskał uprawnienia instruktorskie) wspinał się także w górach Kaukazu oraz w Alpach (Alpy Wschodnie oraz Alpy Julijskie). Uprawiał turystykę narciarską, biorąc udział m.in. w Biegu Piastów.
Za swe zasługi był wielokrotnie odznaczany, m.in.:
- Złotym Krzyżem Zasługi,
- Medalem 40-lecia Polski Ludowej,
- Krzyżem Kawalerskim Orderu Odrodzenia Polski,
- Medalem Rodła,
- Odznaką Zasłużony Działacz Kultury,
- Złotą Odznaką Zasłużony Działacz Kultury Fizycznej,
- Srebrną Odznaką Związkową Związku Zawodowego Pracowników Służby Zdrowia,
- Srebrną Odznaką Honorową Ligi Ochrony Przyrody

oraz licznymi odznaczeniami branżowymi i lokalnymi.

## Wybrane utwory i tłumaczenia
- Warszawa – poemat wojenny (1948)
- Skalne drogi Sudetów Zachodnich : przewodnik (1971)
- Narty! Narty! Opowieści z białego szlaku (1979)
- Gdzie szum Prutu, Czeremoszu (1989)
- Utracone Królestwo, wiersze (1996)
- Literatura pod Śnieżką (1996)
- Salomonowe portki: fraszki, aforyzmy, słówka (2000)
- Gaston Rébuffat Gwiazdy i burze (z j. francuskiego, 1962)
- Michał Anioł Wiersze. Wybór (z j. włoskiego, 1962)
- Arthur Rimbaud Słońce i ciało (z j. francuskiego, 1992)
- Arthur Rimbaud Dzieła (z j. francuskiego, 1999)